# Lelystad
Lelystad er en kommune og by med ca. 77.000 indbyggere i den hollandske provins Flevoland som den er hovedstad for. Lelystad blev grundlagt 1967 og opkaldt efter Dr. Cornelis Lely, (1864–1929) der var en af den hollandske digebygnings pionerer. Via en ca. 30 km lang dæmning, som skiller indsøen IJsselmeer fra Nordsøen er der forbindelse med byerne Enkhuizen og Amsterdam. Lelystad grænser op til IJsselmeer og Markermeer.
Som det øvrige Flevoland (bortset fra de tidligere øer Urk og Schokland) blev Lelystad bygget på en Kog. Området blev først i 1957 tørlagt og i dag ligger Lelystad ca. fem meter under havoverfladen.

## Politik
Efter kommunevalget den 7. marts 2006 blev mandatfordelingen i byrådet: 
- Partij van de Arbeid: 11
- Volkspartij voor Vrijheid en Democratie: 5
- Inwonerspartij: 4
- Socialistische Partij: 4
- Christen-Democratisch Appèl: 3
- ChristenUnie: 3
- GroenLinks: 2
- Leefbaar Lelystad: 2
- Stadspartij: 1

Fra 1980-1996 var Hans Gruijters borgmester, fra 1996-2006 Chris Leeuwe og fra
2006- Margreet Horselenberg.

## Trafik
Lelystad er med motorvejen A6 forbundet med det øvrige hollandske motorvejsnet.
Der er jernbaneforbindelse til Almere-Amsterdam, Almere-Utrecht og Lelystad-Kampen-Zwolle, og hurtigbusforbindelser til Emmeloord-Joure-Groningen (Interliner) og til Dronten-Kampen-Zwolle (Hanzeliner). 
I øjeblikket er der kun en lufthavn for privatfly, men der planer om at ombygge den til aflastningsflyveplads for Amsterdam Schiphol.

## Seværdigheder
I nærheden af byen befinder naturparken Oostvaardersplassen sig. I den nordvestlige del af byen ligger indkøbscentret Bataviastad, der består af ca. 70 små farverige huse på på et område der dækker 21.600 m², som er omringet af en mur af belgiske sten. I hovedbygningen er der en restaurant og et stort legeområde for børn. I de omkringliggende huse er der forretningsfaciliteter. Udenfor bymuren er der et stort parkeringsområde.
I nærheden ligger Kog museet ”Nieuwland oplevelses park" og ved havnen skibsmuseet Bataviawerf som bl.a huser en original kopi af den nederlandske Ostindienfarer Batavia, fra det Nederlandske Ostindiske Kompagni, som blev bygget fra 1985 til 1995 og siden udstillet på Bataviawerf. Se også artiklen om søsterskibet Westerbeek, der 1742 forulykkede ved Suðuroy på Færøerne.
Ved lufthavnen befinder der sig luftfartmuseet Aviodrome, hvor det sidste flyvedygtige Douglas DC-2 er udstillet.

## Erhverv
Foruden de mange lokale firmaer fremstiller bilfabrikken Donkervoort håndbyggede biler i forskellige modeller som f.eks en sportsvogn bygget af dele fra den engelske sportsvogn Lotus Seven. Donkervoort-mærket så dagens lys for næsten 30 år siden, da Joop Donkervoort byggede sin egen sportsvogn. Senere blev produktionen flyttet til større lokaler, og i 2000 flyttede firmaet ind i nye lokaler i Lelystad. Siden begyndelsen er der produceret omkring 1.000 biler, hvor der er blevet skelet kraftigt til Lotus-filosofien om åbne og lave biler med lav vægt.